# Bunjevci (Vrbovsko)
Bunjevci su naselje u Hrvatskoj u sastavu Grada Vrbovskog. Nalaze se u Primorsko-goranskoj županiji.

## Zemljopis
Južno su Moravice, jugozapadno su Donji Vučkovići, sjeverozapadno su Tomići, jugoistočno su Vukelići, Nikšići, Dragovići, Jakšići i Dokmanovići.

## Stanovništvo
| broj stanovnika |       |       | 128   | 143   | 151   | 174   | 162   | 190   | 108   | 106   | 90    | 77    | 73    | 53    | 52    | 35    | 28    |
|                 | 1857. | 1869. | 1880. | 1890. | 1900. | 1910. | 1921. | 1931. | 1948. | 1953. | 1961. | 1971. | 1981. | 1991. | 2001. | 2011. | 2021. |